# Universidad de Silesia
La Universidad de Silesia es una universidad estatal autónoma en la provincia de Silesia, Katowice, Polonia. No se debe confundir con una universidad de nombre similar en la República Checa, la Universidad de Silesia en Opava.
Cuenta con 27.395 estudiantes.